# Второе Всеукраинское совещание по работе среди национальных меньшинств
Второе Всеукраинское совещание по работе среди национальных меньшинств (укр. Друга Всеукраїнська нарада по роботі серед національних меншин) состоялось 27-30 ноября 1930 года в Харькове. Проводилось ввиду проведение политики коренизации.

## История
Второе Всеукраинское совещание по работе среди национальных меньшинств прошло накануне выборов в народных комиссаров в 1930 году. Совещание прошло 27-30 ноября в Харькове по инициативе ВУЦИК и Центрального комитета национальных меньшинств (ЦКНМ). В работе принимали участие делегаты из Украинской ССР, которые представляли местные организации ЦКНМ и исполнительные органы национальных административных территориальных единиц, а также представители других советских республик. Главное место в работе совещания заняли доклады О.Глинского «О состоянии роботы с национальными меньшинствами и её перспективы», Е.Гирчака «О культурном обеспечении национальных меньшинств» и Григорьева «О коллективизации сельского хозяйства среди национальных меньшинств». Доклады отразили состояние политического, социального и культурного кризиса, который вызвала сплошная коллективизация сельского хозяйства того времени. Совещание констатировало существование в стране организованного противостояния политике коллективизации со стороны «единого фронта национальных меньшинств». По результатам обсуждения докладов совещанием были одобрены резолюции (утверждены Секретариатом ВУЦИК 12 декабря 1930 года). Первоочередной задачей было осуществление с 1931 года общеобязательного начального образования на родном языке, в связи с этим назван ряд тех проблем, которые стояли на пути: в частности, отсутствие учебной литературы на языках национальных меньшинств и нехватка педагогических кадров. Материалы совещания свидетельствуют, что осуществление в стране коллективизации нанесло вред предыдущим достижениям и работе среди национальных меньшинств. Также лишило поддержки со стороны значительной части населения. Однако ни один из делегатов совещания не высказался против политики коллективизации.

## Последствия
Большинство экономических, социальных и культурных проектов совещания оказались нежизнеспособными, поскольку указанные в них меры не подкреплялись финансово, а носили чисто декларативный политический характер.